# Une sœur aux deux visages
Une sœur aux deux visages (Of Two Minds) est un téléfilm américain réalisé par Jim O'Hanlon, et diffusé le 10 mars 2012 sur Lifetime et en France le 5 novembre 2012 sur TF1.

## Synopsis
Billie n'a qu'une sœur, Elizabeth, une jeune schizophrène. À la mort de leur mère, Billie décide tout naturellement d'accueillir Elizabeth chez elle, dans sa famille, pour lui éviter le placement en institution spécialisée. Elizabeth s'installe chez Billie et les siens. Mais rapidement, la situation montre ses limites : un incident vient rappeler à Billie qu'elle n'est pas préparée pour affronter la maladie de sa sœur...

## Fiche technique
- Titre original : Of Two Minds
- Réalisation : Jim O'Hanlon
- Scénario : Richard Friedenberg (en)
- Photographie : Ousama Rawi
- Musique : Samuel Sim (en)
- Pays : États-Unis
- Durée : 85 minutes

## Distribution
- Kristin Davis (VF : Élisabeth Fargeot) : Billie Clark[2]
- Tammy Blanchard (VF : Laëtitia Lefebvre) : Elizabeth « Baby » Davis[2]
- Joel Gretsch (VF : Arnaud Arbessier): Rick Clark[3]
- Bonnie Bartlett (VF : Nicole Favart) : Kathleen
- Mackenzie Aladjem (VF : Agathe Baudelaire) : Mollie Clark
- Alexander Le Bas (VF : Maxime Baudouin) : Davis Clark
- Jessica Lundy (VF : Anne Rondeleux) : Madeleine
- Marcella Lentz-Pope : April
- Anthony Azizi (de) (VF : Xavier Fagnon) : Dr Lewis
- Louise Fletcher (VF : Michelle Bardollet) : tante Will
- Elyse Mirto : Dana
- Adrian Latourelle : Douglas